# Lápiz conté

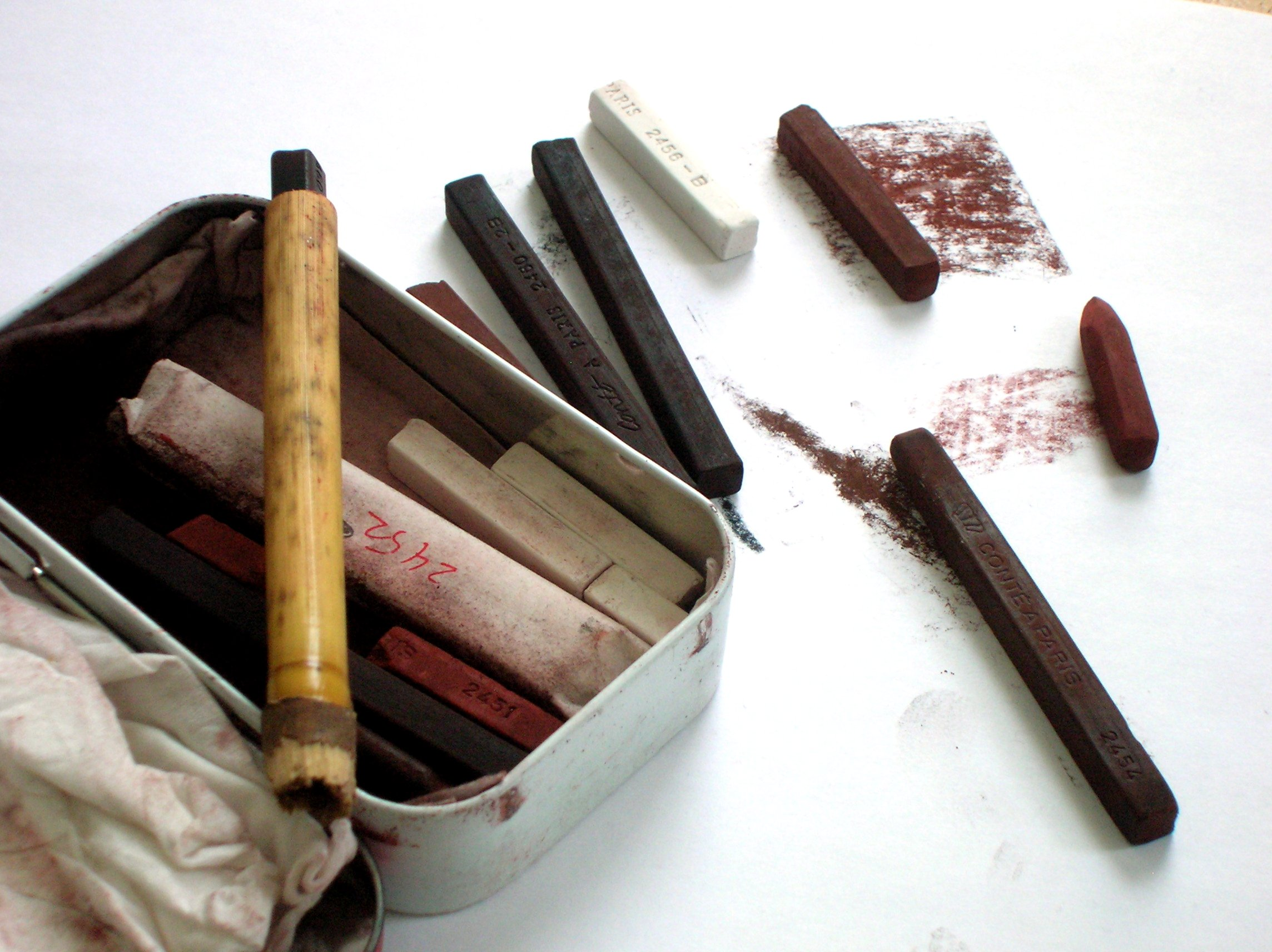
Lápices conté

El lápiz conté es un instrumento de dibujo fabricado a partir de polvo prensado de grafito o carbón vegetal mezclado sobre una base de cera o arcilla. Fue inventado en 1795 por el francés Nicolas-Jacques Conté, que tuvo la idea de combinar el grafito con la arcilla para hacer frente a la escasez de grafito inglés producida por el bloqueo naval de Francia por parte de la armada británica durante las Guerras Napoleónicas. Los lápices conté tenían la ventaja de poder fabricarse a un precio económico y ser fáciles de producir con distintos grados de dureza.